# Comuna de Czarna Dąbrówka
Czarna Dąbrówka (polaco: Gmina Czarna Dąbrówka) é uma gminy (comuna) na Polónia, na voivodia de Pomerânia e no condado de Bytowski. A sede do condado é a cidade de Czarna Dąbrówka.
De acordo com os censos de 2004, a comuna tem 5647 habitantes, com uma densidade 18,9 hab/km².

## Área
Estende-se por uma área de 298,28 km², incluindo:
- área agricola: 35%
- área florestal: 55%

## Demografia
Dados de 30 de Junho 2004:
|                      | Total   | Total | Mulheres | Mulheres | Homens  | Homens |
| -------------------- | ------- | ----- | -------- | -------- | ------- | ------ |
|                      | pessoas | %     | pessoas  | %        | pessoas | %      |
| População            | 5647    | 100   | 2809     | 49,7     | 2838    | 50,3   |
| Densidade (pop./km²) | 18,9    | 100   | 9,4      | 9,4      | 9,5     | 9,5    |

De acordo com dados de 2002, o rendimento médio per capita ascendia a 1664,93 zł.

## Comunas vizinhas
- Borzytuchom, Bytów, Cewice, Dębnica Kaszubska, Parchowo, Potęgowo, Sierakowice